# Sesiura saturatissima
Sesiura saturatissima là một loài bướm đêm thuộc phân họ Arctiinae, họ Erebidae.